# Tadeusz Matuszewicz
Tadeusz Wiktoryn Matuszewicz herbu Łabędź, występuje też pisownia: Matusewicz; Matusiewicz; Matuszewic, pseud.: X, (ur. 1765 w Raśni, zm. 31 października 1819 w Bolonii) – polski mówca, publicysta, tłumacz, poeta i krytyk teatralny. Minister skarbu Królestwa Polskiego w latach 1815–1817, członek Rządu Tymczasowego Królestwa Polskiego w 1815 roku, minister skarbu Księstwa Warszawskiego od 30 września 1811, radca Rady Stanu Księstwa Warszawskiego w 1810 roku, jeden z inicjatorów zawiązania Konfederacji Generalnej Królestwa Polskiego 28 czerwca 1812, członek Rządu Centralnego Wojskowego Tymczasowego Obojga Galicji w 1809, wolnomularz.

## Życiorys

### Rodzina
Był synem Marcina Matuszewicza, stolnika, późniejszego kasztelana brzeskiego, i Anny z Niemirowiczów-Szczyttów, córki Józefa, kasztelana mścisławskiego, i Petronelli Wołodkowicz (Wołodkiewicz). Miał dwie siostry: Wiktorię za Samuelem hr. Golejewskim i Benedyktę Konstancję za Michałem Zaleskim. Po III rozbiorze Polski osiadł na wsi, początkowo na Litwie, a następnie w Jasieńcu w Sandomierskiem. Tam też poślubił Mariannę Felicję Przebendowską, córkę Ignacego i Felicji z hr. Wielopolskich, rozwiedzioną wcześniej z Ignacym Dembińskim. Z Marianną doczekał się trójki dzieci: Zofii, Adama i Seweryna. Po jej śmierci w 1799 roku nigdy więcej się nie ożenił.

### Działalność publiczna
Pierwsze nauki pobierał w warszawskim kolegium Konarskiego. Był posłem z województwa brzeskolitewskiego: na sejm grodzieński (1784), na Sejm Czteroletni w 1788 roku, uczestniczył w opracowaniu projektu konstytucji 3 maja (działał w Deputacji do Ułożenia Konstytucji). Wybrany członkiem wyłonionej w 1788 roku przez Sejm Czteroletni Deputacji Interesów Zagranicznych. Członek Zgromadzenia Przyjaciół Konstytucji Rządowej. W latach 1791–1792 współpracował z "Gazetą Narodową i Obcą". W czasie insurekcji kościuszkowskiej w 1794 był członkiem Rady Najwyższej Narodowej (jako zastępca radcy) i kierownikiem Wydziału Potrzeb Wojskowych. W 1812 roku jako  członek Towarzystwa Królewskiego Gospodarczo-Rolniczego przystąpił do Konfederacji Generalnej Królestwa Polskiego.

### Przynależność i wyróżnienia
Został członkiem  Towarzystwa Przyjaciół Nauk. W 1811 roku był wielkim mówcą, a w 1812 roku wielkim namiestnikiem Wielkiego Wschodu Narodowego Polski. W roku 1812 został kawalerem Orderu Świętego Stanisława. Odznaczony krzyżem oficerskim Legii Honorowej (1809), Orderem Orła Białego (1812), kawaler maltański od 1804. W 1818 roku był członkiem loży wolnomularskiej Bouclier du Nord.

### Opinie współczesnych
Kajetan Koźmian nie szczędził słów podziwu dla Matuszewicza, szczególnie jego talentu pisarskiego, tłumacza, a przede wszystkiem mówcy: "Mąż ten znakomity cnotą, nauką i wielkiemi talentami, a nadewszystko rzadkiem umiarkowaniem umysłu." "Wszystko co tylko wyszło z pod pióra tego męża, nosi cechę wytwornego smaku, wzorowej ogłady, harmonii i płynności wiersza, a razem rzadkiej znajomości języka narodowego, którego, całą zamożność w wysokim stopniu posiadał." (tamże) Specjalne uznanie zdobył sobie krasomówstwem: "Lecz Matusewiczowi palma pierwszeństwa między oświeconymi rodakami należy się bez sporu z wymowy. ... Pisał prozą wybornie, mówił zwłaszcza nieprzygotowany jeszcze lepjej. — Ścisła logika, porządek w myślach, jasność w wysłowieniu, gładkość okresów, właściwość retorycznych ozdób, obfitość języka bez rozwlekłości, ogień bez zapędu, zgoła we wszystkiem szczęśliwa doskonałości miara, cechowały jego wymowę. Dodajmy do tego przyjemną postać, głos brzmiący, harmonijny i giętki, który mu posługiwał do wydania wszystkich uczuć jego serca, i który zaprawiał, że tak powiem, niepojętym urokiem to wszystko, co z ust jego wychodziło; gdy skończył mówić, chęć słuchania zawsze pozostawała w słuchaczach." (tamże)

### Koniec działalności publicznej
Tak opisuje  ostatnie lata życia Matuszewicza na jego pogrzebie Niemcewicz:
"Złamanego trudami, przyjął Senat w sędziwe swe grono; tam acz widocznie juź były niknącemi fizyczne siły jego, przecież ta lepsza część człowieka, ten duch nieśmiertelny , ta stałość w prawidłach, to obywatelstwo, ta przekonywająca wymowa, jak w poranku życia, tak i z mierzchem onego równym zawsze blaskiem jaśniały. Upadł pozostały z niewielu filar, dźwigający starożytny przybytek ojczyzny naszej." W przekonaniu Koźmiana, blisko zaprzyjaźnionego z Matuszewiczem, powodem trochę przedwczesnego – mimo zawodzącego go zdrowia – odejścia z życia publicznego  były intrygi zawistnych polityków utrudniające działanie urzędu ministra.  Miejscem jego odejścia stał się słynny Czarnolas, wniesiony przez żonę we wianie. Odejście na wieś, prócz schronienia przed nieżyczliwymi, życia według praw natury i spożytkowania uroków sielskiej prostoty miało i wymiar religijny: o tym świadczy tak przetłumaczenie O naśladowaniu Chrystusa, jak i wybudowanie w 1817 roku drewnianego kościoła w Ciachcinie.

## Twórczość

### Mowy i pisma
- Głos... in turno na sesji d. 3 listopada miany, brak miejsca wydania (1788); z mów wygł. w okresie Sejmu Czteroletniego wyszły ponadto osobno następujące mowy z: 14, 24 listopada, 5 grudnia 1788; 13, 23 marca, 27 kwietnia, 17 lipca, 28 sierpnia, 7 września, 28 grudnia 1789; 21 maja, 24 września 1790; z 5 maja 1791
- Posiedzenie nadzwyczajne Wielkiego Wschodu Narodowego. Pamiątka w d. 1 grudnia 1811 r. zmarłego Ludwika Gutakowskiego. (Mowa), Warszawa (1811)
- Mowa jaśnie wielmożnego Matuszewica... miana w izbie poselskiey przy wprowadzeniu projektów skarbowych dnia 17 grudnia 1811 roku, Warszawa brak roku wydania[19]; przekł. niemiecki: Drezno-Lipsk 1812; (wiele wydań – również w Polskiej Bibliotece Internetowej)
- Mowa... (Warszawa 1812); także bez tytułu (inc.: Szanowny Senacie, Prześwietna Izbo Poselsko...) Warszawa 1812; także pt. Mowa na sejmie nadzwyczajnym 1812 r., wypowiedziana 28 czerwca, "Gazeta Warszawska" 1812, nr 52[20]; przedr. S. Krzemiński, Sto lat myśli polskiej t. 1 (1906), s. 364-372
- Pamiętniki (rękopis? zaginione?).

Zostawił też trochę ulotnych wierszy, rozważań o synonimach i artykułów w czasopismach: "Dziennik Wileński" (tu: Wiersz do ks. A. Czartoryskiego. Naśladowania Pieśni Horacjusza, 1805), "Gazeta Korespondenta Warszawskiego" (1815-1819), "Gazeta Narodowa i Obca" (1791-1792), "Gazeta Warszawska" (1815-1819), "Kronika Rodzinna" (tu: Objaśnienia niektórych synonimów, 1855), "Pamiętnik Warszawski" (tu: Osobliwi goście, t. 16, 1820, s. 110-1270, "Przegląd Naukowy" (tu: Historia zbytku, 1842).
Wydany pod nazwiskiem Matuszewicza list poetycki: Odpis na list Kropińskiego... z Łańcuta do Sieniawy 1796 r., "Kronika Rodzinna" 1855 – wyszedł faktycznie spod pióra Kropińskiego.

### Przekłady
- Jacques Delille: O imaginacji, (prawdopodobnie całość przetłumaczona); fragm. "Dziennik Wileński" 1805; "Pamiętnik Warszawski" t. 1 (1815), s. 75, 150; t. 2, s. 92, 323
- Tomasz a Kempis: O naśladowaniu Chrystusa ksiąg IV, tłum. 1818, wyd. Warszawa 1820, N. Glueksberg; (wiele wydań – również w Polskiej Bibliotece Internetowej): Warszawa 1824; Lwów 1833; Kraków 1841; Wilno 1841; Leszno 1845; Leszno 1855; Petersburg 1862; Poznań 1865; Lipsk 1866; Wrocław 1870 (2 wydania); Wilno 1874; wyd.4 Toruń 1874; Toruń 1894
- Q. F. Horatius: O spoczynek błaga Bogi, "Przegląd Naukowy" 1842 t. 1, nr 4[21]
- Jacques Delille: Do wdzięczności, "Przegląd Naukowy" 1842 t. 1, nr 4[22]
- P. M. Vergilius: Eneida, Księga IX, fragmenty: Eurialus i Nisus, (inform. K. Koźmian, powtarza J. Birkenmajer).

### Listy i materiały
- Do Stanisława Augusta 3 listy, rękopis: Biblioteka Czartoryskich, sygn. 734
- Do J. Kruszyńskiego z roku 1807, ogł. K. W. Wójcicki: Cmentarz Powązkowski pod Warszawą t. 1, Warszawa 1855, s. 119
- Korespondencja dyplomatyczna z lat 1809-1813, rękopisy: Arch. du Ministère des Affaires Étrangères w Paryżu (Pologne sygn. 328-333, Saxe sygn. 83); Hauptstaatsarchiv w Dreźnie i in.; fragm. cytuje M. Handelsman w: Instrukcje i depesze rezydentów francuskich w Warszawie. 1807-1813 t. 1-2, Kraków 1914, "Źródła do Dziejów Polski Porozbiorowych" nr 7
- Do K. Koźmiana 7 listów z lat 1814-1816 i bez daty; rękopis: Biblioteka PAN Kraków, sygn. 2031, t. 1-3; list z 6 kwietnia 1814 ogł. A. E. Koźmian w: Wspomnienia moje t. 1, Poznań 1867
- Do J. Wybickiego, fragm. 2 listów z roku 1814 ogł. A. M. Skałkowski w: Archiwum Wybickiego t. 2, Gdańsk 1950
- Zbiór listów, rękopis: Biblioteka PAN Kraków, sygn. 15, 209 (tu m.in. listy do H. Kołłątaja)
- Do G. E. Grodka, rękopis: Biblioteka Jagiellońska, sygn. 3097
- Do Aleksandra Potockiego, rękopis: Archiwum Główne Akt Dawnych (Archiwum Wilanowskie, sygn. 287)
- Do S. K. Potockiego, rękopis: Archiwum Główne Akt Dawnych (Archiwum Wilanowskie, sygn. 268)
- Od J. U. Niemcewicza z roku 1802, "Nowy Pamiętnik Warszawski" t. 3 (1802); fragmenty przedr. J. W. Gomulicki, "Nowe Książki", 1959, nr 15.